# Non avere paura
Non avere paura è il primo singolo da solista del cantautore italiano Tommaso Paradiso, pubblicato il 25 settembre 2019.

## Descrizione
Il brano, prodotto da Dardust, è stato scelto come colonna sonora del trailer della seconda stagione della serie TV italiana Baby prodotta da Netflix. Si tratta del primo singolo da solista per Tommaso Paradiso.

## Video musicale
Il videoclip del brano, diretto dagli YouNuts!, è stato pubblicato il 17 ottobre 2019 sul canale YouTube del cantante.
Il video racconta di un appuntamento romantico durante il quale un ragazzo (Mauro Lamantia) benda la propria fidanzata (Irene Vetere) per accompagnarla in un posto misterioso. Sciolto il nodo, con grande meraviglia i due giovani vivono un sogno dove immaginano una grande festa con Paradiso e i suoi amici (Fiorello, Fiorella Mannoia, Federico Zampaglione, Francesca Michielin, Jovanotti, Elisa, Enrico Vanzina, Isabella Ferrari, Francesco Mandelli, Tess Masazza, Frank Matano e Cristiano Caccamo).
Il video è stato girato a Riccione ed è stato ambientato al Marzi Recording Studio.

## Successo commerciale
In Italia è stato il 39º singolo più trasmesso dalle radio nel 2019.

## Classifiche

### Classifiche settimanali
| Classifica (2019) | Posizione massima |
| ----------------- | ----------------- |
| Italia            | 2                 |

### Classifiche di fine anno
| Classifica (2019) | Posizione |
| ----------------- | --------- |
| Italia            | 55        |
| Classifica (2020) | Posizione |
| Italia            | 71        |